# Pablo Minissale
Pablo Agustín Minissale (Buenos Aires, Argentina; 14 de enero de 2001) es un futbolista argentino. Juega de defensa y su equipo actual es el Deportivo Madryn de la Primera B Nacional, a préstamo desde Argentinos Juniors.

## Trayectoria
Minissale entró a las inferiores del Argentinos Juniors muy joven y firmó su primer contrato con el club el 24 de agosto de 2020. Debutó por Argentinos el 9 de marzo de 2021 ante River Plate.
El 8 de enero de 2024, fue cedido al Central Córdoba (SdE). A mediados de temporada, fue cedido al CA Tigre.

## Estadísticas
Actualizado al último partido disputado el 6 de agosto de 2022.
| Club                         | Div.          | Temporada     | Liga  | Liga  | Copas nacionales | Copas nacionales | Copas internacionales | Copas internacionales | Total | Total |
| Club                         | Div.          | Temporada     | Part. | Goles | Part.            | Goles            | Part.                 | Goles                 | Part. | Goles |
| ---------------------------- | ------------- | ------------- | ----- | ----- | ---------------- | ---------------- | --------------------- | --------------------- | ----- | ----- |
| Argentinos Juniors Argentina | 1.ª           | 2021          | 14    | 0     | 1                | 0                | 0                     | 0                     | 15    | 0     |
| Argentinos Juniors Argentina | 1.ª           | 2022          | 12    | 0     | 2                | 0                | —                     | —                     | 14    | 0     |
| Argentinos Juniors Argentina | 1.ª           | 2023          | 0     | 0     | 0                | 0                | —                     | —                     | 0     | 0     |
| Argentinos Juniors Argentina | Total club    | Total club    | 26    | 0     | 3                | 0                | 0                     | 0                     | 29    | 0     |
| Total carrera                | Total carrera | Total carrera | 26    | 0     | 3                | 0                | 0                     | 0                     | 29    | 0     |